# Токолитики
Токолитики (др.-греч. τόκος — роды + λυτικός — растворяющий) — лекарственные средства, используемые для предотвращения преждевременных родов. Действие токолитиков заключается в расслаблении гладкой мускулатуры, что препятствует сокращению матки. Применение токолитиков позволяет выиграть время для использования бетаметазона, ускоряющего развитие лёгких у плода.
При использовании токолитиков зачастую достигается лишь частичное уменьшение сократительной активности матки, и роды задерживаются не более чем на несколько дней. В зависимости от типа применяемого токолитика может потребоваться мониторинг некоторых показателей, например, артериального давления в случае приёма нифедипина.

## Препараты
К препаратам с токолитическим действием относятся вещества, стимулирующие β2-адренорецепторы матки, — сальбутамол и фенотерол (партусистен). Кроме того, токолитическими свойствами обладают средства, блокирующие кальциевые каналы (например, нифедипин), ингибиторы биосинтеза простагландинов (например, кеторолак, индометацин), нитраты (например, нитроглицерин), антагонисты окситоциновых рецепторов и другие группы препаратов.
При введении сульфата магния в организм парентеральным путём наблюдается ослабление сократительной активности миометрия. Это объясняется тем, что сульфат магния нарушает проникновение ионов кальция в клетки миометрия, что является необходимым условием для его сокращений. Ранее он использовался в качестве токолитика, однако систематический обзор Кокран показал, что сульфат магния в этом качестве неэффективен.
Распространённые[где?] токолитики:
- Фенотерол;
  - Беротек;
  - фенотерола гидробромид;
- Тербуталин;
  - Бриканил;
  - Айронил Седико;
- Партусистен;
  - Гинипрал;
  - Сальгим;
- Индометацин;
  - Индоколлир;
  - Индовис ЕС;
  - Индометацин Берлин-Хеми;
  - Индоцид;
  - Индобене;
  - Индометацин-Акри.

## Механизм действия
После введения токолитиков гладкая мускулатура матки расслабляется, начавшаяся родовая деятельность прекращается, частота схваток, а также их сила уменьшаются. Токолитики расширяют кровеносные сосуды матки, тем самым улучшая маточно-плацентарный кровоток.
Дополнительным эффектом является расширение бронхов, это увеличивает доступ кислорода и повышает газообмен.

## Побочные эффекты
При приёме β2-адреномиметиков может наблюдаться мышечная слабость, тошнота, рвота, потливость, тремор рук, тахикардия и снижение артериального давления.

## Показания к применению
- угроза развития преждевременной родовой деятельности;
- угроза выкидыша после 16 недель беременности;
- недостаточность шейки матки;
- слишком активная родовая деятельность при родах в срок, сочетающаяся с неподготовленными родовыми путями (недостаточное открытие шейки матки);
- угроза разрыва матки;
- внутриутробное кислородное голодание плода (асфиксия);
- преждевременный разрыв плодных оболочек с выпадением петель пуповины;
- операция кесарева сечения;
- болеутоляющее средство во время родовой деятельности.

## Противопоказания
- гиперчувствительность к препарату;
- многоплодная беременность;
- частичное или полное предлежание плаценты;
- преждевременная отслойка нормально расположенной плаценты;
- внутриутробная гибель плода;
- внутриутробная инфекция;
- грудное вскармливание;
- тахикардия (увеличение частоты сердечных сокращений);
- сердечная недостаточность;
- артериальная гипертензия (повышение артериального давления);
- инфаркт миокарда в прошлом;
- врождённые или приобретённые пороки сердца;
- кровотечение;
- нарушение свертываемости крови;
- язвенная болезнь желудка и двенадцатиперстной кишки;
- язвенный колит;
- сахарный диабет;
- тиреотоксический зоб;
- феохромоцитома (опухоль коры надпочечников);
- глаукома;
- заболевание зрительного нерва;
- нарушение цветного зрения;
- снижение слуха;
- нарушение равновесия;
- отёки нижних конечностей;
- острая или хроническая почечная недостаточность.